# Klasztor Marienstern
Klasztor Marienstern (niem. Kloster Marienstern, pol. Klasztor Gwiazdy Maryjnej, głuż. Klóšter Marijina hwězda) – klasztor cysterek we wsi Panschwitz-Kuckau.
Klasztor został założony w 1248 r. przez panów von Kamenz. Dwa lata później został przyjęty do wspólnoty cysterskiej i oddany pod zwierzchnictwo klasztoru Altzella koło Nossen. Pod swoją opiekę wziął Marienstern margrabia brandenburski, a następnie król czeski Jan Luksemburski. W 1280 r. rozpoczęto budowę klasztoru. W 1429 r. został splądrowany przez husytów. W okresie średniowiecza cysterki zwiększały swoje posiadłości ziemskie, którymi zarządzał wójt klasztorny mianowany spośród miejscowego rycerstwa przez opatkę. Opactwo należało do zgromadzenia stanowego Górnych Łużyc.
W czasie reformacji klasztor nie został zlikwidowany. Przestało natomiast istnieć opactwo Altzella. O prawo zwierzchnictwa nad klasztorem Marienstern spierali się opat z Neuzelle i dziekan z Budziszyna. Pod koniec XVI i na początku XVII w. cysterki były wizytowane przez opatów klasztorów w Strahovie i Zbraslavi w Królestwie Czeskim.
Podczas wojny trzydziestoletniej klasztor został splądrowany przez Szwedów, a zakonnice zbiegły do Bledzewa. W 1635 r. Łużyce przeszły pod władzę protestanckich elektorów saskich, którzy zagwarantowali im nienaruszalność mienia. Po objęciu polskiego tronu przez elektora Fryderyka Augusta I i konwersji na wiarę katolicką powstały silne więzi między klasztorem a rodziną elektorską. Podczas wielkiej wojny północnej zakonnice zbiegły do Litomierzyc. Po ich powrocie, w latach 1716–1732 nastąpiła barokowa przebudowa klasztoru.
Po sekularyzacji klasztoru Neuzelle Marienstern przeszedł pod nadzór opactwa w Oseku w Czechach. W 1826 r. utworzono St.-Josephs-Institut – szkołę dla dziewcząt z internatem. W latach 1833–1872 zlikwidowano powinności feudalne we wsiach klasztornych. Podczas Wiosny Ludów pojawiły się niezrealizowane plany sekularyzacji. W 1871 r. wprowadzono na mocy papieskiej decyzji postanowienia o surowej klauzurze.
W 1923 r. w klasztorze Marienstern obradował pierwszy synod odrodzonej diecezji miśnieńskiej. Na początku rządów hitlerowskich zlikwidowano szkołę klasztorną. Podczas II wojny światowej zakwaterowano w opactwie przesiedleńców z Besarabii. W 1945 r. część zakonnic uciekła do Oseku. W czasach powojennych majątek ziemski klasztoru przeszedł pod nadzór biskupa miśnieńskiego. Na polecenie władz państwowych zamknięto browar. W 1973 r. otwarto ośrodek dla niepełnosprawnych dziewcząt. W latach 1966–1998 przeprowadzono remont kościoła i klasztoru.
Obecnie w klasztorze mieszka 18 zakonnic, które opiekują się niepełnosprawnymi dziewczętami. Dla turystów jest dostępny kościół, ogrody, muzeum, gospoda i sklep.
W 1998 r. na 750-lecie klasztoru poczta niemiecka wydała okolicznościowy znaczek pocztowy z widokiem klasztoru i napisami w językach górnołużyckim i niemieckim.